# Heather Greenwood
Heather Greenwood (Estados Unidos, 1958) es una nadadora estadounidense retirada especializada en pruebas de estilo libre larga distancia, donde consiguió ser subcampeona mundial en 1975 en los 800 metros estilo libre.

## Carrera deportiva
En el Campeonato Mundial de Natación de 1975 celebrado en Cali (Colombia), ganó la medalla de plata en los 800 metros estilo libre, con un tiempo de 8:48.88 segundos, tras la australiana Jenny Turrall  y por delante de su paisana estadounidense Shirley Babashoff  (bronce con 8:53.22 segundos).